# Bazylika św. Cecylii na Zatybrzu
Bazylika św. Cecylii na Zatybrzu w Rzymie (wł. Santa Cecilia in Trastevere) – rzymskokatolicki kościół tytularny w Rzymie.
Świątynia ta jest kościołem rektoralnym parafii św. Chryzogona na Zatybrzu oraz kościołem tytularnym, mającym również rangę bazyliki mniejszej.

## Lokalizacja
Kościół znajduje się w XIII Rione Rzymu – Zatybrze (Trastevere) przy Piazza di Santa Cecilia.

## Patronka
Patronką świątyni jest św. Cecylia – dziewica, która poniosła śmierć męczeńską za wiarę chrześcijańską w III wieku. Św. Cecylia jest wymieniana w pierwszej modlitwie eucharystycznej.

## Historia
Pierwszy kościół w tym miejscu powstał prawdopodobnie już w III w. Według tradycji został zbudowany nad domem św. Cecylii, który ta przed swą śmiercią przekazała papieżowi Urbanowi I na miejsce spotkań dla chrześcijan (Titulus Caeciliae). Jednak w trakcie wykopalisk w ruinach tego domu, nie odkryto żadnych materialnych śladów po chrześcijanach. Najstarsze rzymskie kościoły miejskie, poświadczone materialnie, pochodzą z końca IV wieku.
W 499 r. kościół został wymieniony jako noszący wezwanie św. Cecylii. Według Liber pontificalis 22 listopada 545 r. podczas obchodów ku czci św. Cecylii w tym kościele papież Wigiliusz otrzymał cesarski rozkaz udania się do Konstantynopola.
Kościół został rozbudowany w 822 r. na polecenie papieża Paschalisa I, wtedy też przeniesiono do niego relikwie św. Cecylii z katakumb św. Kaliksta.
Około 1125 roku wybudowano kampanilę.
Od 1527 r. obok bazyliki mieszka wspólnota benedyktynek, które opiekują się kościołem.
Kościół przechodził renowacje w 1724 roku, w latach 1741–1742 oraz pod koniec XIX wieku.

## Architektura i sztuka
Brama prowadząca na teren bazyliki (tzw. monumentalny portal) została wykonana w latach 1741–1742 według projektu Ferdinando Fuga. W portyk wmurowano kamień z inskrypcją z 75 r. wyznaczający granicę Rzymu (pomerium) znaleziony w 1900 roku w okolicy bazyliki.
W atrium przed bazyliką znajduje się fontanna przebudowana w 1929 roku.
Obecna fasada kościoła została przebudowana w 1725 r. przez Ferdinano Fugę. W jej skład wchodzą antyczne kolumny oraz architraw z fryzem i mozaiką z XII wieku.

Wnętrze kościoła posiada westybul, zasadnicza część jest 3-nawowa. Nawę główną pokrytą sklepieniem kolebkowym zamyka apsyda. Pomiędzy nawą główną a nawami bocznymi znajdują się antyczne kolumny. Na sklepieniu nawy głównej znajduje się fresk Apoteoza św. Cecylii autorstwa Sebastiano Conca (1727).
W centralnej części nawy głównej znajduje się gotyckie cyborium z 1293 r. autorstwa Arnolfo di Cambio złożone z czterech kolumn z czarno-białego marmuru, na których opiera się baldachim zdobiony łukami w kształcie liści koniczyny nakrytych tympanonami, udekorowany przedstawieniami świętych Cecylii, Waleriana, Tyburcjusza, Urbana I, dwóch proroków, czterech Ewangelistów i dwóch ewangelicznych Panien Mądrych.
Pod ołtarzem znajduje się marmurowa figura z 1600 r. dłuta Stefano Maderno przedstawiająca św. Cecylię w pozycji w jakiej miano odnaleźć jej relikwie w 1599 r..
W apsydzie znajduje się mozaika z 820 r. przedstawiająca Chrystusa w otoczeniu po lewej świętych Pawła i Cecylii oraz papieża Paschalisa I (ofiarującego Chrystusowi model bazyliki), po prawej świętych Piotra, Waleriana i prawdopodobnie Agaty. Papież Paschalis, jako osoba żyjąca w chwili powstawania mozaiki, ma nad głową kwadratowy nimb. W dolnym pasie mozaiki jest Baranek Paschalny, którego z prawej i lewej otacza po 6 owiec symbolizujących apostołów, z boków przedstawiono Jerozolimę (po lewej) i Betlejem (po prawej).

Od prawej nawy bocznej odchodzi korytarz udekorowany freskami Paula Brila przedstawiającymi świętych oraz pejzaże, w głębi znajduje się posąg świętego Sebastiana z I połowy XVI wieku, autorstwo którego przypisywane jest Lorenzetto. Po lewej stronie znajduje się ołtarz z obrazem Św. Walerian i św. Cecylia autorstwa Guido Reni. 
W prawej nawie znajduje się również wejście do Kaplicy Łaziennej (caldarium), w której według legendy próbowano uśmiercić św. Cecylię. Kaplica ta udekorowana jest freskami, których autorstwo przypisuje się Andrei Lilli. W ołtarzu znajduje się obraz Guido Reni Ścięcie św. Cecylii (1603).
Ze środkowej części prawej nawy można dostać się do XV-wiecznej Kaplicy Ponzani ze sklepieniem krzyżowym ozdobionym freskiem Bóg Ojciec pomiędzy Ewangelistami autorstwa Antonio del Massaro, który również ok. 1470 roku wykonał freski pokrywające ściany tej kaplicy.
Przednia część prawej nawy łączy się z kaplicą relikwii udekorowaną przez Luigi Vanvitelli, w której przechowywano relikwie św. Cecylii.
W lewej nawie znajduje się przejście do XII-wiecznego krużganka zakonnego.
Podczas prac w 1899 roku pod bazyliką odkryto ruiny konstrukcji mieszkalnych z II w. p.n.e. oraz II-IV w n.e., które mogą stanowić pozostałości domu św. Cecylii. W miejscu tym stworzono kryptę, w której umieszczono relikwie św. Cecylii, Waleriana, Tyburcjusza i Maximusa. Prace wykopaliskowe w 1988 roku ujawniły obecność kolejnych obiektów, m.in. baptysterium z V wieku.

## Kardynałowie prezbiterzy
Kościół Santa Cecilia in Trastevere jest jednym z kościołów tytularnych nadawanych kardynałom-prezbiterom (Titulus S. Ceciliae trans Tiberim).

- Marcjan (w 499)
- Wiktor (w 595)
- Syzyniusz (w 721)
- Stefan (758–767)
- Leon (w 853)
- Jan (w 879)
- Jan (w 963–964)
- Stefan (w 1015–1026)
- Jan (w 1044)
- Dezyderiusz (1059–1087)[5]
- ?Oderisio de Marsi (1088–1105)[6]
- Jan (1106-1128)[5]
- Goselinus (1129–1132)[5][7]
- Goizo Malastriva (1140–1144)[7]
- Ottaviano di Monticelli (1151–1159)[7]
- Manfredo de Lavagna (1173–1176)[7]
- ?Piotr (1178)[7][8].
- Cinzio Capello (1178–1182)[7]
- Pietro Diana (1188–1207)
- Pelagio Galvani (1211–1213)
- Simon de Brion (1262–1281)
- Jean Cholet (1281–1292)
- Tommaso d’Ocra (1294–1300)
- Guillaume Godin (1312–1317), (in commendam 1317–1336)
- Guy de Boulogne (1342–1350), (in commendam 1350–1373)
- Bertrand Lagier (ok. 1375–1378), (in commendam 1378–1392), od 1378 w obediencji awiniońskiej
- Bonaventura Badoer (1378–1381)
- Adam Easton (1381–1385 i ponownie 1389–1397)
- Antonio Caetani (1402–1405), (in commendam 1405–1412)
- Antonio de Challant (1412–1418)
  - Pedro Fernández de Frías (in commendam 1419–1420)
- Ludwik Aleman (1426–1440, 1440–1449 w obediencji bazylejskiej, ponownie 1449–1450)
  - Pietro Barbo (in commendam 1440–1449)
- Rinaldo Piscicello (1457)
- Niccolò Forteguerra (1460–1473)
- Giovanni Battista Cibo (ok. 1474–1484)
- Lorenzo Cibo de Mari (1490–1500)
- Francisco de Borja (1500–1506)
- Francesco Alidosi (1506–1511)
- Carlo Domenico del Carretto (1513–1514)
- Thomas Wolsey (1515–1530)
- Gabriel de Gramont (1531–1534)
- Francesco Cornaro (1534)
- Jean du Bellay (1535–1547)
- Charles de Guise (1547–1555)
- Robert de Lénoncourt (1555–1560)
- Alfonso Gesualdo (jako kardynał diakon pro hac vice 1561–1563, jako kardynał prezbiter 1563-1572)
- Niccolò Sfondrati (1585–1590)
- Paolo Emilio Sfondrati (1591–1618)
- Giambattista Leni (1618–1627)
- Federico Cornaro (1627–1629)
- Giandomenico Spinola (1629–1646)
- Michel Mazzarini (1647–1648)
- Gaspare Mattei (1648–1650)
- Francesco Angelo Rapaccioli (1650–1657)
- Ottavio Acquaviva d’Aragona (1658–1674)
- Philip Thomas Howard (1676–1679)
- Giambattista Spinola (1681–1696)
- Celestino Sfondrati (1696)
- Giacomo Antonio Morigia (1699–1708)
- Francesco Acquaviva d’Aragona (1709–1724), (in commendam 1724–1725)
- Filippo Antonio Gualterio (1725–1726)
- Cornelio Bentivoglio (1727–1732)
- Troiano Acquaviva d’Aragona (1733–1747)
- Joaquín Fernández de Portocarrero (1747–1753)
- Giorgio Doria (1757–1759)
- Cosimo Imperiali (1759–1764)
- Giuseppe Maria Feroni (1764–1767)
- Ferdinando Maria de Rossi (1767–1775)
- Girolamo Spinola (1775) (in commendam 1775–1784)
- Hyacinthe Sigismond Gerdil (1784–1802)
- Giuseppe Maria Doria Pamphili (1802–1803), (in commendam 1803–1816)
- Giorgio Doria Pamphili (1818–1837)
- Giacomo Luigi Brignole (1838–1847), (in commendam 1847–1853)
- Giovanni Brunelli (1853–1861)
- Karl-August von Reisach (1861–1868)
- Innocenzo Ferrieri (1868–1887)
- Mariano Rampolla del Tindaro (1887–1913)
- Domenico Serafini (1914–1918)
- Augusto Silj (1919–1926)
- Bonaventura Cerretti (1926–1933)
- Francesco Marmaggi (1936–1949)
- Gaetano Cicognani (1953-1959)
- Albert Meyer (1959–1965)
- John Cody (1967–1982)
- Carlo Maria Martini (1983–2012)
- Gualtiero Bassetti (2014–nadal)